# Liste der Baudenkmäler in Roßhaupten

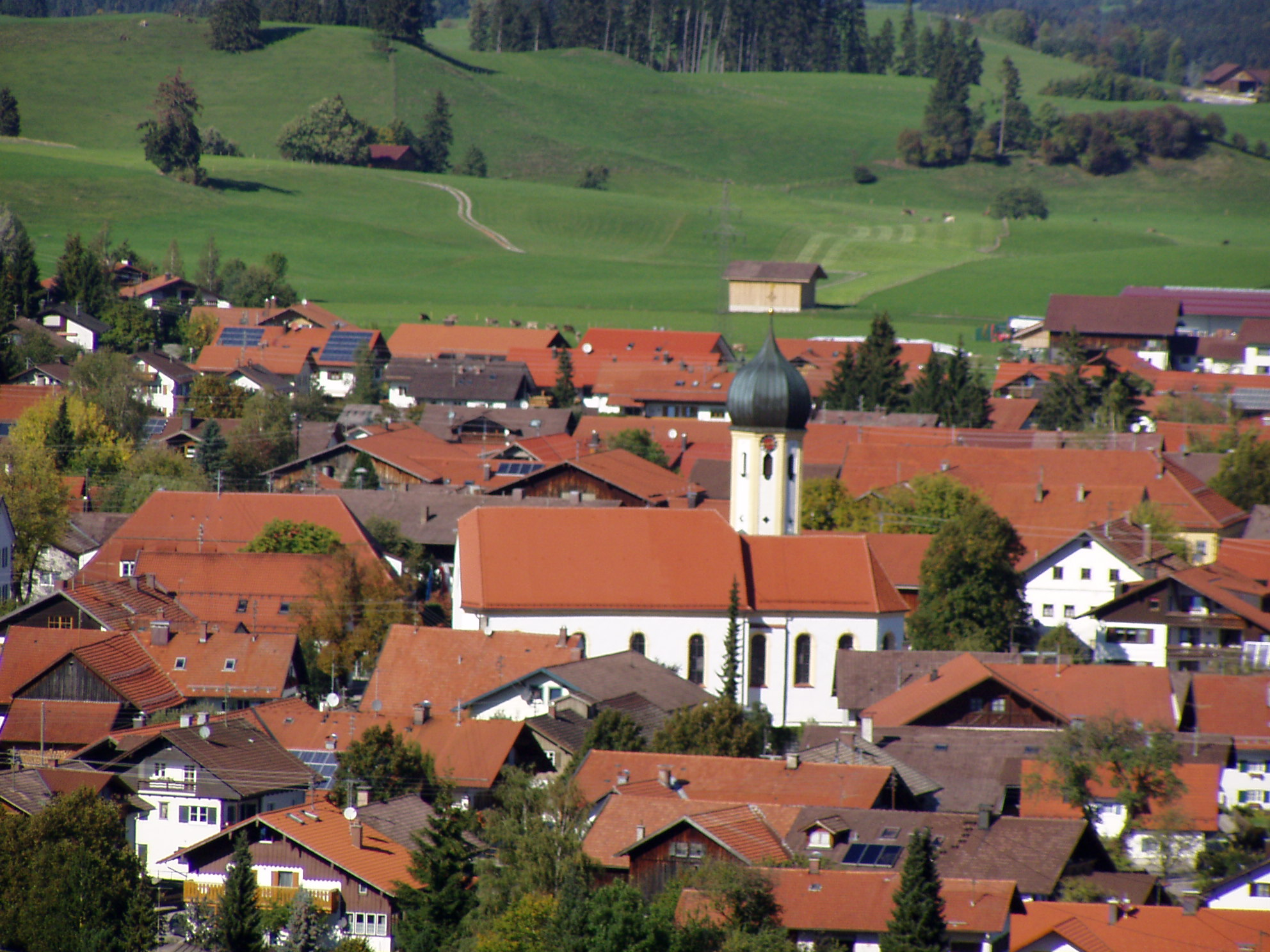
Roßhaupten

Auf dieser Seite sind die Baudenkmäler in der schwäbischen Gemeinde Roßhaupten zusammengestellt. Diese Tabelle ist eine Teilliste der Liste der Baudenkmäler in Bayern. Grundlage ist die Bayerische Denkmalliste, die auf Basis des Bayerischen Denkmalschutzgesetzes vom 1. Oktober 1973 erstmals erstellt wurde und seither durch das Bayerische Landesamt für Denkmalpflege geführt wird. Die folgenden Angaben ersetzen nicht die rechtsverbindliche Auskunft der Denkmalschutzbehörde.

## Baudenkmäler nach Ortsteilen

### Roßhaupten
| Lage                                       | Objekt                              | Beschreibung | Akten-Nr.              | Bild                     |
| ------------------------------------------ | ----------------------------------- | --- | ---------------------- | ------------------------ |
| Friedhof im Felsen (Standort)              | Friedhof                            | 1628–35 Pestfriedhof, 1700–1820 Ausweichfriedhof, aus jener Zeit zahlreiche Grabsteine. | D-7-77-166-17 Wikidata | weitere Bilder           |
| Füssener Straße (Standort)                 | Brunnen                             | Wassersäule in quadratischem Becken, mit Wappen und Ornamentierung, Gusseisen, bezeichnet 1872. | D-7-77-166-14 Wikidata | weitere Bilder           |
| Füssener Straße 2 (Standort)               | Bauernhaus                          | verputzter Ständerbau mit Fachwerkgiebel, Wirtschaftsteil mit Riegelwänden, erbaut um 1733. | D-7-77-166-2 Wikidata  | weitere Bilder           |
| Füssener Straße 62 (Standort)              | Land- und Jagdhaus                  | zweigeschossiger Satteldachbau mit verputztem Erd- und holzverkleidetem Obergeschoss, polygonalem Bodeneckerker und zwei Balkonen, für Karl Bauer, 1903; mit Freitreppe und Pfosten der Einfriedung | D-7-77-166-41 Wikidata | BW                       |
| Hauptstraße 6 (Standort)                   | Bauernhaus                          | mit eingezogenem Wohnteil, erhöhtem Dach und zwei Aufzugsöffnungen, im Kern erste Hälfte 18. Jahrhundert | D-7-77-166-4 Wikidata  | Bauernhaus               |
| Hauptstraße 12 (Standort)                  | Pfarrhaus                           | Walmdach über hölzernem Traufgesims, erbaut nach 1663, verändert 1726/28 Westlicher Teil, ehemals Dorfplatz 4, noch als D-7-77-166-1 geführt | D-7-77-166-5 Wikidata  | weitere Bilder           |
| Hauptstraße 15 (Standort)                  | Gasthaus                            | bemalter Fachwerkgiebel, zweites Viertel 18. Jahrhundert, erneuert. | D-7-77-166-6 Wikidata  | weitere Bilder           |
| Hauptstraße 17 (Standort)                  | Katholische Pfarrkirche St. Andreas | Neubau 1630, wesentlich umgestaltet, 1725/29 von Johann Georg Fischer; mit Ausstattung. | D-7-77-166-7 Wikidata  | weitere Bilder           |
| Hauptstraße 19 (Standort)                  | Kriegerkapelle                      | Satteldachbau mit Dachreiter, 1922, mit später angebauter Leichenhalle; mit Ausstattung; im Friedhof. | D-7-77-166-34 Wikidata | weitere Bilder           |
| Am Weg zur Mangmühle (Standort)            | Kapellenbildstock                   | Verputzter Massivbau mit Satteldach, 19. Jahrhundert | D-7-77-166-13 Wikidata | weitere Bilder           |
| Gabis Kobusstraße (Standort)               | Katholische Kapelle Maria Steinach  | Zentralbau, verputzter Massivbau, kreuzförmige Anlage mit quadratischer Vierung, oktogonalem Dachreiter mit Zwiebelhaube und Thermenfenstern, die Kreuzarme mit Satteldächern, von Joseph Miller nach Plänen von Johann Jakob Herkomer, 1706; mit Ausstattung; Kreuzweg mit 14 kapellenartigen Stationen, tonnengewölbte Sichtziegelbauten mit Gusseisenreliefs, davon eine Kapelle mit Sichtziegelportal, in Höhle mündend, 1908; Kreuzigungsgruppe, Gusseisen, gleichzeitig, auf reliefiertem Steinsockel, bezeichnet 1880; Lourdeskapelle, Massivbau mit Satteldach und Lourdesgrotte, wohl frühes 20. Jahrhundert | D-7-77-166-12 Wikidata | weitere Bilder           |
| südlich des Ortes (Standort)               | Kreuzweg                            | Gussreliefs in gemauerten Kapellen, gusseiserne Kreuzgruppe, 1908. nicht nachqualifiziert, im Bayerischen Denkmal-Atlas nicht kartiert | D-7-77-166-37 Wikidata | weitere Bilder           |
| Reichenbergstraße 12 (Standort)            | Hausfigur                           | hl. Magnus, 18. Jahrhundert. nicht nachqualifiziert, im Bayerischen Denkmal-Atlas nicht kartiert | D-7-77-166-8 Wikidata  | BW                       |
| Seeger Straße 12 (Standort)                | Bauernhaus                          | Breit gelagertes Bauernhaus, 18./19. Jahrhundert, mit jüngeren Wiederkehr-Anbauten. | D-7-77-166-35 Wikidata | weitere Bilder           |
| Seeger Straße 48 (Standort)                | Ehemaliges Forsthaus                | Satteldachbau, in der Form eines Bauernhauses mit Hochtenne, 1852. | D-7-77-166-36 Wikidata | weitere Bilder           |
| an der alten Straße nach Füssen (Standort) | Steinkreuz                          | sogenanntes „Römerkreuz“, lateinisches Steinkreuz mit hohem Längsbalken und Wappenreliefs, um 1630, auf Sandsteinfindling | D-7-77-166-16 Wikidata | weitere Bilder           |
| Tiefenbruggerstraße (Standort)             | Mariensäule (Steinsäule)            | Säule mit polygonalem Schaft, darauf vergoldete Holzfigur, bezeichnet mit "1875" | D-7-77-166-15 Wikidata | Mariensäule (Steinsäule) |
| Tiefenbruggerstraße 3 (Standort)           | Bauernhaus                          | Kniestock mit Kerbschnitzerei und kurzen Ständern, nach Mitte 19. Jahrhundert. | D-7-77-166-10 Wikidata | Bauernhaus               |
| Weberweg 1 (Standort)                      | Bauernhaus                          | verputzter Ständerbau mit kräftigen, profilierten Bügen, Schrägwürfelfries über der Tenne und Fachwerkgiebel, Ende 17. Jahrhundert. | D-7-77-166-11 Wikidata | weitere Bilder           |
| In der Furche (Standort)                   | Wegkreuz                            | Schmiedeeisernes Kreuz auf obeliskartigem, klassizistischem Steinsockel, frühes 19. Jahrhundert | D-7-77-166-38 Wikidata | Wegkreuz                 |

### Bischofswang
| Lage                      | Objekt                | Beschreibung | Akten-Nr.              | Bild                  |
| ------------------------- | --------------------- | --- | ---------------------- | --------------------- |
| Bischofswang 4 (Standort) | Ehemaliges Bauernhaus | stattliches Haus in verputztem Ständerbau, Mitterstallbau mit Tennfütterung, verschaltem Giebel und zweiseitiger Verbretterung, Anfang 18. Jahrhundert; Geburtshaus des Hofbildhauers Roman Anton Boos; Stadel, verbretterter Flachdachstadel, bezeichnet 1790. | D-7-77-166-18 Wikidata | Ehemaliges Bauernhaus |

### Egelmoosen
| Lage       | Objekt                         | Beschreibung                  | Akten-Nr.              | Bild           |
| ---------- | ------------------------------ | ----------------------------- | ---------------------- | -------------- |
| (Standort) | Katholische Kapelle St. Magnus | erbaut 1844; mit Ausstattung. | D-7-77-166-19 Wikidata | weitere Bilder |

### Fischhaus
| Lage                   | Objekt                              | Beschreibung | Akten-Nr.              | Bild           |
| ---------------------- | ----------------------------------- | --- | ---------------------- | -------------- |
| Fischhaus 1 (Standort) | Ehemaliges Fischhaus des Hochstifts | mit Mansardwalmdach, 2. Hälfte 18. Jahrhundert über älterem Kern, Erneuerung im 19. Jahrhundert.                | D-7-77-166-20 Wikidata | weitere Bilder |
| Fischhaus 2 (Standort) | Katholische Kapelle St. Ulrich      | im Kern spätgotisch, Ende des 17. Jahrhunderts, Mitte des 18. Jahrhunderts und 1855 verändert; mit Ausstattung. | D-7-77-166-21 Wikidata | weitere Bilder |

### Freßlesreute
| Lage       | Objekt                    | Beschreibung                                       | Akten-Nr.              | Bild           |
| ---------- | ------------------------- | -------------------------------------------------- | ---------------------- | -------------- |
| (Standort) | Katholische Weilerkapelle | neugotisch, Ende 19. Jahrhundert; mit Ausstattung. | D-7-77-166-22 Wikidata | weitere Bilder |

### Langenwald
| Lage       | Objekt        | Beschreibung                                | Akten-Nr.              | Bild           |
| ---------- | ------------- | ------------------------------------------- | ---------------------- | -------------- |
| (Standort) | Weilerkapelle | 1. Hälfte 19. Jahrhundert; mit Ausstattung. | D-7-77-166-23 Wikidata | weitere Bilder |

### Sameister
| Lage                    | Objekt                                                     | Beschreibung | Akten-Nr.              | Bild                        |
| ----------------------- | ---------------------------------------------------------- | --- | ---------------------- | --------------------------- |
| Sameister 5 (Standort)  | Gasthaus                                                   | Schopfwalmdach mit Rundbogentor, zum Teil erste Hälfte 18. Jahrhundert; Geburtshaus von Johann Jakob Herkommer.                                  | D-7-77-166-25 Wikidata | Gasthaus                    |
| Sameister 9 (Standort)  | Ehemaliges Benefiziatenhaus                                | Satteldachbau, erbaut 1719, wohl von Johann Georg Fischer.                                                                                       | D-7-77-166-26 Wikidata | Ehemaliges Benefiziatenhaus |
| Sameister 10 (Standort) | Katholische Kapelle Sieben Schmerzen und zum Heiligen Grab | in Planung, Ausführung und Ausstattung einheitlicher Kreuzkuppelbau von Johann Jakob Herkommer, 1685/1692 errichtet, Turm 1858; mit Ausstattung. | D-7-77-166-24 Wikidata | weitere Bilder              |

### Schwarzenbach
| Lage                        | Objekt         | Beschreibung                                                         | Akten-Nr.              | Bild           |
| --------------------------- | -------------- | -------------------------------------------------------------------- | ---------------------- | -------------- |
| Schwarzenbach 78 (Standort) | Getreidekasten | Zugehöriger Getreidekasten, 17. Jahrhundert, unter modernem Überbau. | D-7-77-166-27 Wikidata | Getreidekasten |

### Tiefenbruck
| Lage                     | Objekt                    | Beschreibung | Akten-Nr.              | Bild                      |
| ------------------------ | ------------------------- | --- | ---------------------- | ------------------------- |
| Tiefenbruck 2 (Standort) | Bauernhaus                | Anfang 19. Jahrhundert; Medaillonfresken an der Südseite, Kopien nach abgenommenen, ursprünglich an der Fassade befestigten bemalten Blechtafeln. | D-7-77-166-29 Wikidata | Bauernhaus                |
| Tiefenbruck 5 (Standort) | Katholische Weilerkapelle | wohl Anfang 19. Jahrhundert; mit Ausstattung. | D-7-77-166-28 Wikidata | Katholische Weilerkapelle |

### Ussenburg
| Lage       | Objekt                                       | Beschreibung                     | Akten-Nr.              | Bild                                         |
| ---------- | -------------------------------------------- | -------------------------------- | ---------------------- | -------------------------------------------- |
| (Standort) | Katholische Kapelle St. Johannes von Nepomuk | erbaut um 1750; mit Ausstattung. | D-7-77-166-30 Wikidata | Katholische Kapelle St. Johannes von Nepomuk |

### Vordersulzberg
| Lage                        | Objekt                                     | Beschreibung                   | Akten-Nr.              | Bild           |
| --------------------------- | ------------------------------------------ | ------------------------------ | ---------------------- | -------------- |
| Vordersulzberg 4 (Standort) | Katholische Kapelle St. Antonius von Padua | Bau von 1722; mit Ausstattung. | D-7-77-166-31 Wikidata | weitere Bilder |

### Vorderzwieselberg
| Lage                            | Objekt                | Beschreibung                                                                                      | Akten-Nr.              | Bild                  |
| ------------------------------- | --------------------- | ------------------------------------------------------------------------------------------------- | ---------------------- | --------------------- |
| Vorderzwieselberg 40 (Standort) | Bauernhaus            | mit Giebelbügen, Schrägbalken und Kerbschnitzerei, 1. Drittel 19. Jahrhundert, Wiederkehr jünger. | D-7-77-166-33 Wikidata | Bauernhaus            |
| Vorderzwieselberg 42 (Standort) | Ehemaliges Bauernhaus | zweigeschossiger Satteldachbau, im Kern 17./18. Jahrhundert.                                      | D-7-77-166-39 Wikidata | Ehemaliges Bauernhaus |

## Abgegangene Baudenkmäler
In diesem Abschnitt sind Objekte aufgeführt, die früher einmal in der Denkmalliste eingetragen waren, jetzt aber nicht mehr existieren, z. B. weil sie abgebrochen wurden. Aktennummern in diesem Abschnitt sind ehemalige, jetzt nicht mehr gültige Aktennummern.

| Lage                                | Objekt   | Beschreibung                                                                                               | Akten-Nr.             | Bild           |
| ----------------------------------- | -------- | --- | --------------------- | -------------- |
| Roßhaupten Hauptstraße 4 (Standort) | Gasthaus | Walmdachbau, steinernes Türgerüst bezeichnet 1836, Biedermeiertür. Am 3. Januar 2018 durch Brand zerstört. | D-7-77-166-3 Wikidata | weitere Bilder |